# Nintendogs + Cats
Nintendogs + Cats (ニンテンドッグス＋キャッツ Nintendoggusu + Kyattsu?) es un simulador de crianza de perros de Nintendo, esta vez con la posibilidad de cuidar gatos. Fue desarrollado por Nintendo EAD  para Nintendo 3DS.

## Razas disponibles
Las razas de perros contempladas en cada una de las nuevas versiones para Nintendogs + Cats son las siguientes:
| Caniche Toy y sus Amigos | Bulldog Francés y sus Amigos | Golden Retriever y sus Amigos |
| ------------------------ | ---------------------------- | ----------------------------- |
| Caniche Toy              | Bulldog Francés              | Shiba                         |
| Welsh Corgi Pembroke     | Pastor de Shetland           | Golden Retriever              |
| Schnauzer Miniatura      | Cavalier King                | Beagle                        |
| Bóxer                    | Chihuahua                    | Pinscher Miniatura            |
| Bull Terrier             | Dálmata                      | Teckel Miniatura              |
| Retriever del Labrador   | Terrier de Yorkshire         | Bichón Maltés                 |
| Shih Tzu                 | Pastor Alemán                | Gran Danés                    |
| Jack Russell Terrier     | Husky Siberiano              | Carlino                       |
| Spitz Alemán Enano       | Basset Hound                 | Cocker Spaniel Inglés         |

A diferencia de lo que ha sucedido incluso desde las versiones de Nintendogs para DS, en Nintendogs + Cats no hay variaciones en las razas de gatos de una versión a otra, como sí sucede para las razas de perros. Específicamente, la versión del 3DS involucra los siguientes tipos de gatos: (1) Gato Normal-Atigrado, (2) Gato Oriental-Punteado, y (3) Gato de Pelo Largo-Bicolor. 
Entre las novedades que cabe destacar de Nintedogs + Cats, aparte del realismo por la simulación 3D y la realidad aumentada, se encuentra una mejor calidad gráfica que le da una mejor definición y resolución a la textura del pelaje del animal.

## Controles
En cuanto a los controles se hace uso de la cámara interna para que el cachorro detecte la cara del jugador y pueda lamerla.
Puede ser que los controles sean parecidos a los de sus predecesores de Nintendo DS con algunas variaciones para los gatos y algunas otras acciones. Se han agregado nuevas características, como mejoras en las texturas (pelaje de cachorros y gatos), la inclusión de los Miis y se ha eliminado el fondo aneblado en el hogar y las calles, para mejor efecto 3D.
En este juego puedes cuidar a tu cachorro o a tu gatito (como prefieras) les puedes dar de comer, sacarles de paseo, etc.
Con el modo StreetPass podrás intercambiar información, como por ejemplo fotos en 3D e información del dueño.
También tus perritos o gatitos pueden tener hijos.
Si acercas la cara a la cámara inferior tu perrito o gatito te dará un lametón.

## Predecesores
Nintendogs + Cats tiene cuatro predecesores bajo el título de Nintendogs y algún subtítulo expresando la raza y un pequeño grupo de perros de los que se podía elegir al inicio siendo estas dachshund (Teckel), Lab (Labrador), Chihuahua y Dálmata más las palabras <<& Friends>>, todos ellos para Nintendo DS.